# کوری (ساپونه)
کوری شهری در شهرستان ساپونه در استان بازگا در بورکینافاسوی مرکزی است و جمعیت آن ۹۲۵ نفر است.